# Papagayo
Papagayo är en ort i Mexiko.   Den ligger i kommunen Juan R. Escudero och delstaten Guerrero, i den södra delen av landet, 260 km söder om huvudstaden Mexico City. Papagayo ligger 147 meter över havet och antalet invånare är 189.
Terrängen runt Papagayo är huvudsakligen kuperad. Papagayo ligger nere i en dal. Runt Papagayo är det tätbefolkat, med 397 invånare per kvadratkilometer. Närmaste större samhälle är Tierra Colorada, 6,5 km öster om Papagayo. Omgivningarna runt Papagayo är en mosaik av jordbruksmark och naturlig växtlighet.